# فيليكس أوكيني
فيليكس أوكيني (26 ديسمبر 1999) هو لاعب كرة قدم كاميروني يلعب في مركز خط الوسط لعب سابقاً في نادي الخور القطري.

## وصلات خارجية
فيليكس أوكيني على موقع قاعدة بيانات كرة القدم.إي يو (الإنجليزية)
- فيليكس أوكيني على موقع ناشيونال فوتبول تيمز (الإنجليزية)
- فيليكس أوكيني على موقع Soccerway.com (الإنجليزية)
- فيليكس أوكيني على موقع عالم كرة القدم.نت (الإنجليزية)